# Brian Chewter
Brian Chewter (* 2. Februar 1954 in Hamilton (Ontario); † 26. Juli 2020 in Simcoe (Ontario)) war ein kanadischer Radrennfahrer.

## Sportliche Laufbahn
Chewter war im Straßenradsport aktiv. Er war Teilnehmer der Olympischen Sommerspiele 1972 in München. Im olympischen Straßenrennen kam er auf den 52. Rang. Im Mannschaftszeitfahren wurde der kanadische Vierer mit Gilles Durand, Brian Chewter, Jack McCullough und Tom Morris 23. des Wettbewerbs.
Bei den Olympischen Sommerspielen 1976 in Montreal war er erneut am Start. Im olympischen Straßenrennen schied er aus. Kanada wurde im Mannschaftszeitfahren mit Brian Chewter, Marc Blouin, Serge Proulx und Tom Morris auf dem 16. Rang klassiert. Chewter begann im Alter von 13 Jahren mit dem Radsport und war mit 16 Jahren Mitglied der kanadischen Radsport-Nationalmannschaft. Nach den Spielen 1976 beendete er seine sportliche Laufbahn, um sich auf sein Studium zu konzentrieren.

## Berufliches
Später betrieb er ein Fahrradgeschäft in Hamilton.